# Darstellung im Tempel (Ambrogio Lorenzetti)
Die Darstellung im Tempel ist ein Altargemälde aus dem Jahr 1342 von Ambrogio Lorenzetti, einem italienischen Maler des Spätmittelalters  aus Siena. Es befindet sich in den Uffizien in Florenz unter der Inventarnummer 1890 Nr. 8346 und ist eines von fünf Gemälden Lorenzettis, die mit Namen und Datum signiert sind.

## Geschichte
Ursprünglich gehörte das Gemälde zum Altar in der Kapelle des Hl. Crescentius von Rom in Kirchenschiff der Kathedrale von Siena. Es gehörte zu einem großen Auftrag über die Ersetzung von vier älteren Altarretabeln, die den Stadtpatronen gewidmet waren: die Heiligen Ansanus, Sabinus von Spoleto, Crescentius und Victor von Mailand. Gleich mehrere lokale Maler wurde beauftragt und führten die Werke zwischen den Jahren 1330 und 1350 aus. 
Nur wenige Teile des umfangreichen Bildprogramms sind erhalten geblieben: die Verkündigung mit der Hl. Margaret und des Hl. Ansanus von Simone Martini und Lippo Memmi, die Geburt der Jungfrau von Pietro Lorenzetti (1342, Altar des Hl. Sabinus), und eine Geburtsszene, heute in Einzelstücke zerlegt, die Bartolomeo Bulgarini zugeschrieben wird (1351, Altar des Hl. Viktor). Alle Altäre sollten auch Geschichten aus dem Leben Marias zeigen und durch Duccio di Buoninsegnas Maestà abgeschlossen werden.
Zwei Beschreibungen des 15. Jahrhunderts – darunter ein Kircheninventar aus dem Jahr 1458 – erwähnen Lorenzettis Werk als Flügelaltar, dessen Flügel den Erzengel Michael und den Hl. Crescentius als Märtyrer mit seinem eigenen Kopf in einer Hand zeigten. Darunter soll sich eine Predella befunden haben. Bis auf die Mitteltafel ist nichts mehr von dem ursprünglichen Bildprogramm erhalten.
Ein Jahrhundert später kopierten unter anderem die Maler Giovanni di Paolo und Bartolo di Fredi Lorenzettis Komposition. Erzherzog Ferdinand III. ließ seine Kopie im Jahr 1822 nach Florenz bringen, wo es 1913 wie das Original ebenso in die Sammlung der Uffizien gelangte.

## Bildbeschreibung
Unter verzierten Rundbögen zwischen zierlich gemalten Säulen hat Maria (ein Tuch haltend, in dem das Jesuskind gewickelt war) das Kind (mit sich bewegenden Füßen und Finger am Mund) Simeon in die Arme gegeben, der zu sprechen scheint. Maria wird von zwei Frauen und Josef begleitet, der ganz links steht; die Frauen haben keinen Nimbus und sind damit keine Heiligen. Auf der rechten Seite steht die Prophetin Hanna mit einem lateinischen Schriftband in ihrer Hand, auf dem ein Zitat aus dem Lukasevangelium steht (Lk 2, 38 – Die trat auch hinzu zu derselben Stunde und pries Gott und redete von ihm zu allen, die auf die Erlösung Jerusalems warteten). Sie zeigt mit ihrer Rechten auf den Erlöser. In der vertikalen Bildachse steht der Hohepriester hinter dem Altar mit den Tauben für die Opferung. In der linken Hand hält er ein Messer. Vor ihm brennt eine Flamme. Zu seiner Linken stehen zwei weitere Priester oder Schriftgelehrte, die durch die Säulen und Simeon fast verdeckt werden.
Das Gemälde zeigt mehrere Ereignisse aus dem Lukasevangelium: die Darstellung im Tempel (praesentatio), die Reinigung der Mutter nach der Geburt (purificatio), die Begegnung mit Simeon, seine Prophezeiung und die Begegnung mit der Prophetin Hanna nach Lk 2, 22–40. Die Darbringung des Kindes sollte an die Errettung der Erstgeburten in Ägypten nach 2. Moses 13, 2–15 erinnern. Nach 30 Tagen brachten die Eltern dem Priester ihr Erstgeborenes, um es auszulösen und symbolisch durch eine Opfergabe aus dem Dienst des Tempels zu befreien. Gleichzeitig erfolgte auch die Reinigung der Mutter nach der Geburt, die eigentlich erst nah 40 Tagen geschehen sollte. Der Bildtradition entsprechend fasste Lorenzetti unterschiedliche Ereignisse zusammen, sodass sie parallel stattfinden. Er wählte genau den Augenblick, nachdem Simeon die prophetischen Worte (Lk 2, 34–35 – Siehe, dieser ist gesetzt zum Fall und zum Aufstehen für viele in Israel und zu einem Zeichen, dem widersprochen wird. Und auch durch deine Seele wird ein Schwert dringen, damit vieler Herzen Gedanken offenbar werden) gesprochen hat, während Jesus noch auf seinem Arm liegt.
Die Szene ist in einer dreischiffigen Basilika dargestellt, mit romanischen Bögen und gotischen Stilelementen, ähnlich der Kathedrale in Siena, in der sich das Gemälde befand und dem Betrachter das Bildgeschehen vergegenwärtigte. Der Marmorboden ist in einem geometrischen Sternenmuster in rot und schwarz gefliest. Die Marmorsäulen in grün, rosa und beige tragen goldene Kapitelle mit Blattornamenten. Alle drei Kirchenschiffe sind durch ein dunkelblaues Kreuzrippengewölbe mit goldenen Sternen und hellrosa Rippen überwölbt. In der Vierung über dem Altar befindet sich eine Lünette mit zwei Engeln; sie halten einen Clipeus als Mandorla mit dem Motiv des Segnenden Christus. Die Lünetten der Seitenschiffe zeigen Propheten mit Schriftrollen.
Ursprünglich war in der Bildkomposition der Chorumgang nicht geplant. Die Lünetten sollten tiefer angesetzt werden und die Öffnungen zum großen Teil mit Wänden verschlossen werden. Erst im Malprozess hat Lorenzetti die grünen Marmorsäulen und den Chorumgang hinzugefügt, um das Mittelschiff zu verlängern. Die gotischen Fenster des Chorumgangs zeigen Glasmalereien.
Während man tief in den Chor hineinsehen kann, blickt man darüber gleichzeitig auf den Außenbau der Kirche, was die für das Trecento typische „Puppenhaus“-Ansicht erzeugt, die durch eine weggenommene Wand den Blick in den Innenraum erlaubt. Der Außenbau der Kirche ist im oberen Teil mit einem Drachenfries und antikisierenden Ornamenten reich geschmückt, wie z. B. Eierstab, pflanzlichen Girlanden und Putten. Wie bei Giovanni Pisanos Kathedralenfassade stehen über den Säulen im Vordergrund auf Konsolen Skulpturen. Hier sind Moses, der die Tafeln der Zehn Gebote als Zeichen der Befreiung der Juden hält, und der Prophet Josua mit der Sonne als Zeichen der rituellen Reinigung in seiner Hand, dargestellt. Oben im linken Zwickel ist erneut Moses, diesmal mit einer Schriftrolle, die die Reinigung der Mutter durch eine Opfergabe von zwei Tauben thematisiert (3. Moses 12, 8 – Vermag sie aber nicht ein Schaf aufzubringen, so nehme sie zwei Turteltauben oder zwei andere Tauben, eine zum Brandopfer, die andere zum Sündopfer; so soll sie der Priester entsühnen, dass sie rein werde). Im rechten Zwickel ist der Prophet Maleachi, ebenfalls mit einem Vers auf einer Schriftrolle über die Ankunft Jesu im Tempels als Gottes Bote, zu sehen (Maleachi 3, 1 – Siehe, ich will meinen Boten senden, der vor mir her den Weg bereiten soll. Und bald wird kommen zu seinem Tempel der Herr, den ihr sucht; und der Engel des Bundes, den ihr begehrt, siehe, er kommt). Lorenzetti nutzt gezielt Schriftrollen mit ausgewählten Bibelversen, um einerseits Gesetze und Erlösung gegenüberzustellen und miteinander zu verbinden, andererseits um die Handlung im Vordergrund zu erklären und einen Kontext zu schaffen.
Die polygonale Kuppel mit Tambour und Laterne nimmt das Grün und Rosa des Innenraums auf und schließt die Tafel nach oben hin ab.

## Rezeption
Ambrogio Lorenzettis Darbringung im Tempel erfuhr eine unmittelbar einsetzende, intensive, aber kurzwährende Rezeption. Vor allem Künstler aus und um Siena herum kopierten Lorenzettis Komposition, seine figürlicher Anordnung, ihr Kolorit oder die räumliche Konzeption. Zu nennen  sind etwa Kopien von Bartolo di Fredi, Paolo di Giovanni Fei, Sano di Pietro und Giovanni di Paolo.

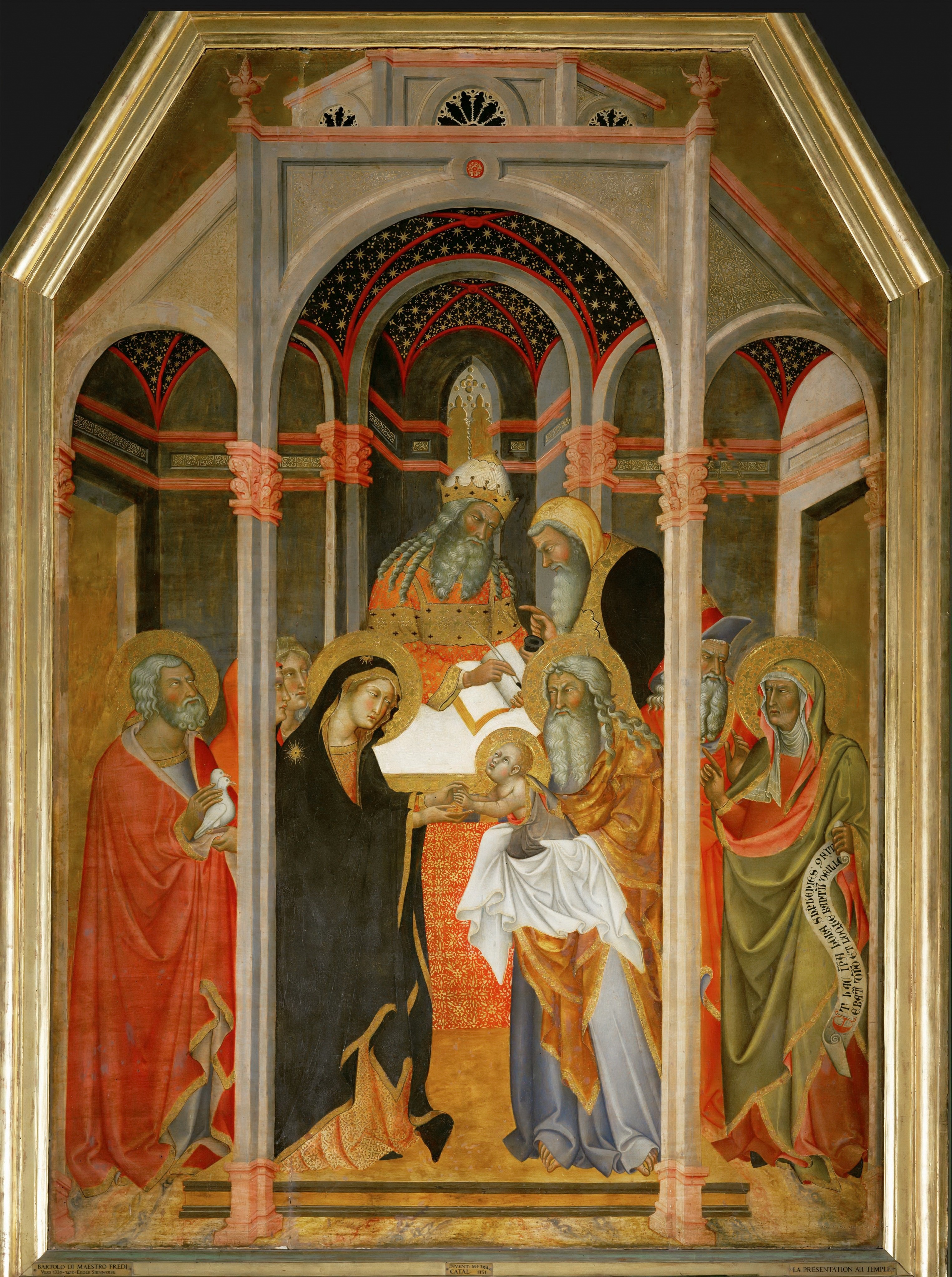
Bartolo di Fredi, Darbringung im Tempel, um 1375–1400, 190 × 125 cm, Louvre, Paris.
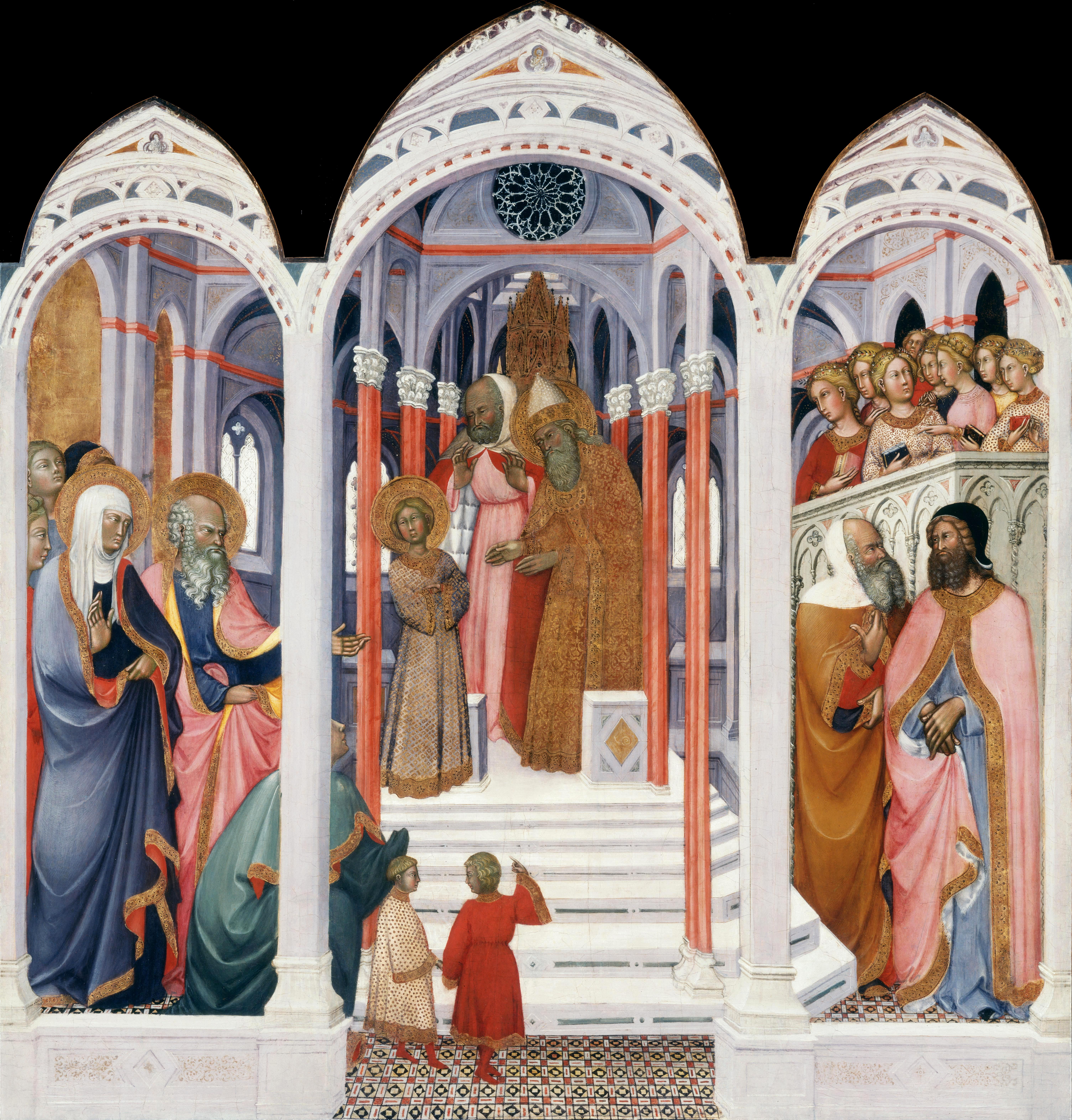
Paolo di Giovanni Fei, Darbringung der Jungfrau im Tempel, 1398–1399, 147 × 144 cm, National Gallery of Art, Washington D.C.
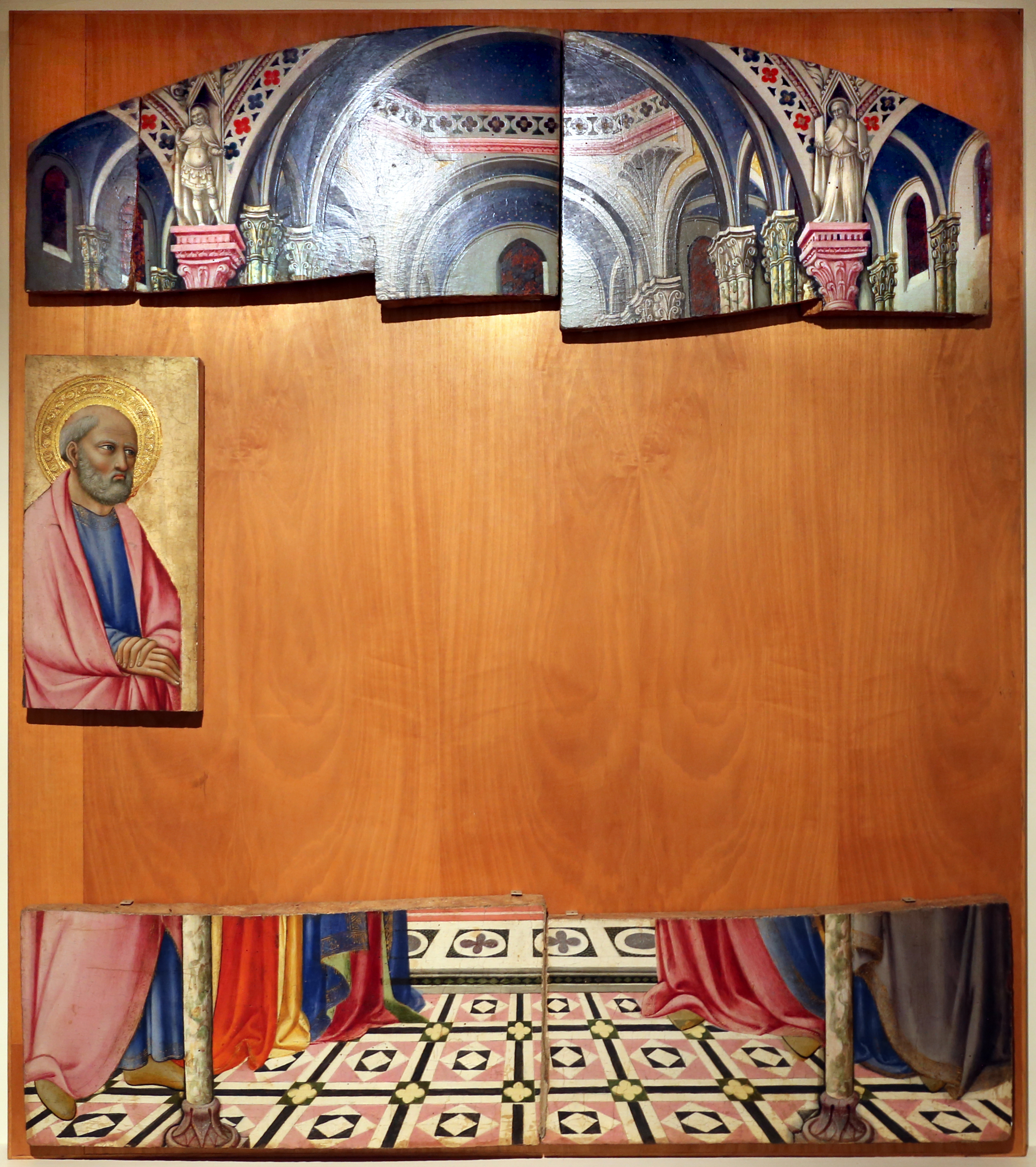
Sano di Pietro, Fragmente der Darbringung im Tempel, 1447, Museo del Duomo, Grosseto.
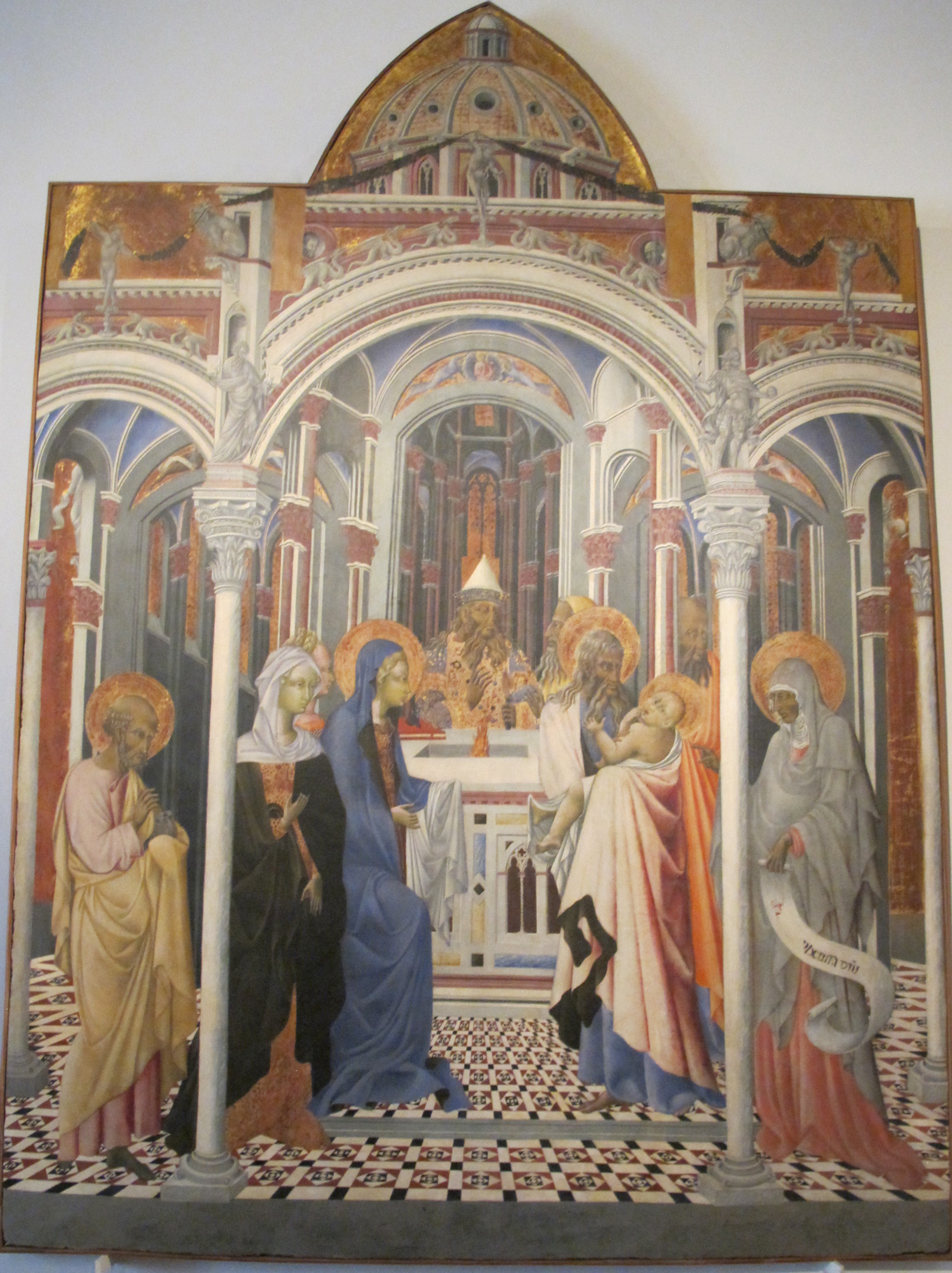
Giovanni di Paolo, Darbringung im Tempel, um 1450–1455, 247 × 172 cm, Pinacoteca Nazionale, Siena.
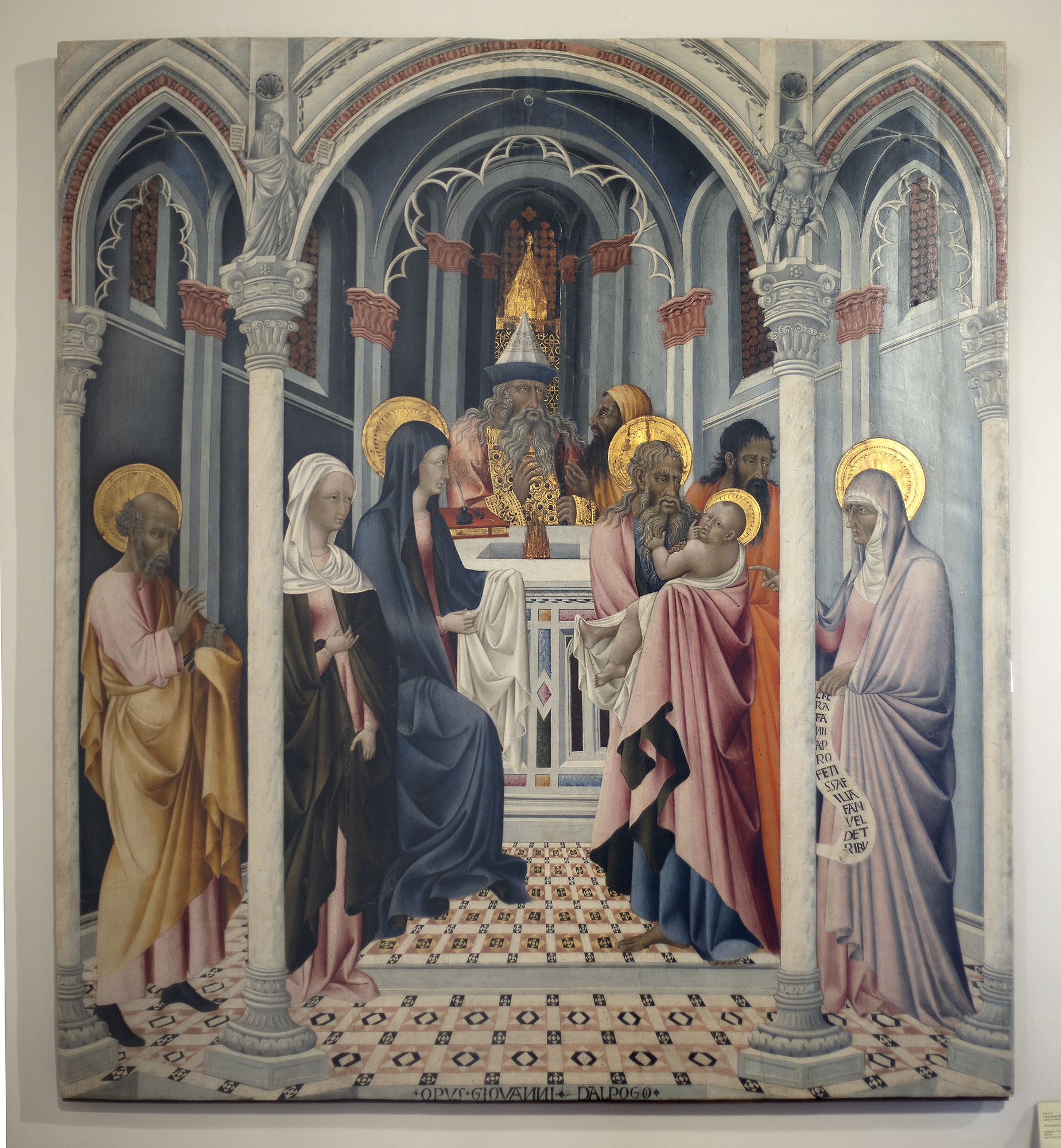
Giovanni di Paolo, Darbringung im Tempel, um 1450–1455, 167 × 150 cm, Pinacoteca Nazionale, Siena.